# Orimarga rubrithorax
Orimarga rubrithorax är en tvåvingeart som beskrevs av Alexander 1975. Orimarga rubrithorax ingår i släktet Orimarga och familjen småharkrankar.
Artens utbredningsområde är Nigeria. Inga underarter finns listade i Catalogue of Life.